# افزودنی غذایی

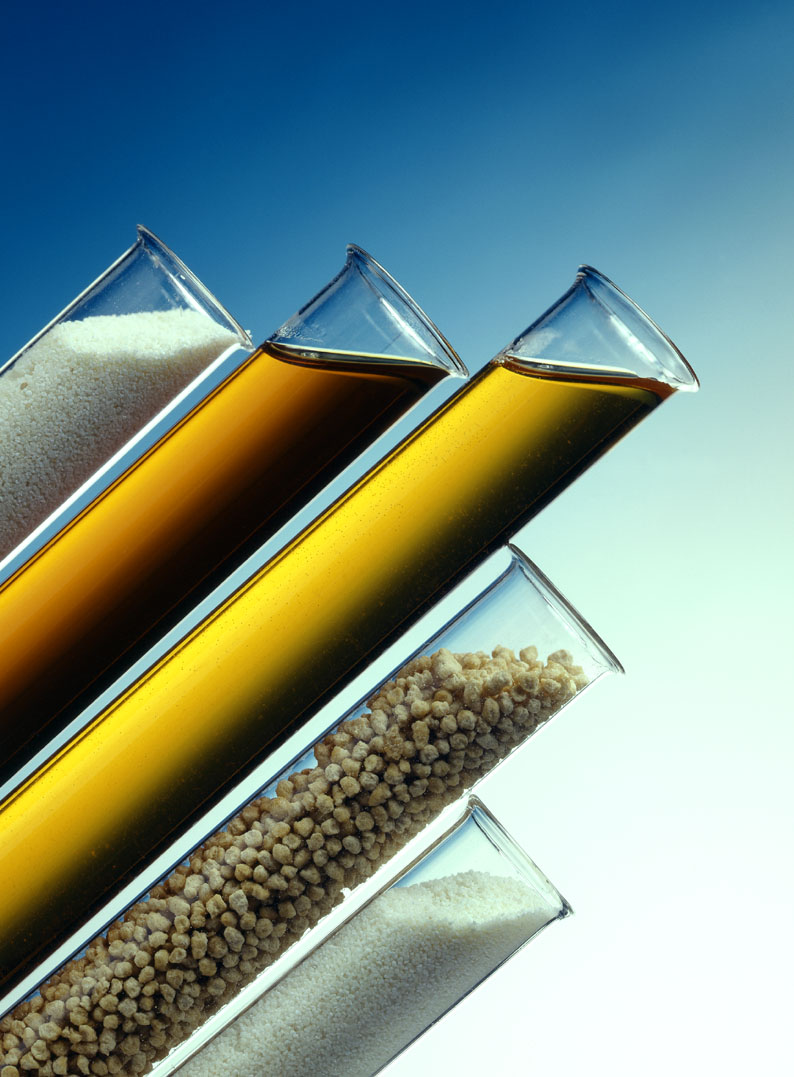
چند افزودنی غذایی

افزودنی غذایی به مواد شیمیایی و طبیعی که به مقدار کم و به منظور بالا بردن کیفیت، رنگ و طعم و مزه و افزایش ماندگاری غذا به انواع غذا در حین تولید، فراوری، بسته‌بندی، انبار داری افزوده می‌شود، گفته می‌شود.
افزودنی‌های غذایی، ماده یا مخلوطی از مواد هستند که به هنگام تولید، فرایند، نگهداری یا بسته‌بندی به مواد غذایی با اهداف بهبود یا حفظ ارزش غذایی، کاهش ضایعات، افزایش پذیرش مصرف‌کننده، افزایش مدت ماندگاری محصول، جلوگیری از فساد یا تجزیهٔ یک ماده غذایی، بهبود طعم، رنگ، قوام محصول، کیفیت بافتی، تسهیل پروسه تولید و… به صورت عمدی به مواد غذایی افزوده می‌شوند. افزودنی‌های غذایی شامل نگهدارنده‌ها، آنتی‌اکسیدان‌ها، گیرنده‌های فلزی، امولسیفایرها، قوام دهنده‌ها، سفیدکننده‌ها، بافرها، قلیاها و اسیدها، رنگ‌ها، شیرین کننده‌های غیرمغذی، مکمل‌های غذایی، اسانس‌ها، ا فزاینده‌های عطر و طعم می‌باشند
افزودنی‌ها به دسته‌های زیر تقسیم‌بندی می‌شوند:

## اسیدی کننده‌ها
دارای طعم ترش یا اسیدی.
اسیدی کننده‌های معمول عبارتند از سرکه، اسید سیتریک، اسیدتارتار، اسید مالیک، اسیدفوماریک و اسید لاکتیک.

## تنظیم کننده اسیدیته
تنظیم کننده‌های اسیدیته برای کنترل pH برای پایداری غذاها و یا تحت تأثیر قرار دادن فعالیت آنزیم‌ها استفاده می‌شود

## عوامل ضد کلوخه‌ای
موادی هستند که از کلوخه شدن پودرهایی مانند پودر شیر یا شکر جلوگیری می‌کند

## ضد کف
از ایجاد کف در غذا و نوشیدنی جلوگیری می‌کند

## آنتی‌اکسیدان‌ها
آنتی‌اکسیدان‌ها مانند ویتامین C از طریق مهار اکسیژن یگانه، باعث جلوگیری یا به تأخیر انداختن فساد در روغن یا غذا می‌شود

## عوامل پرکننده
عوامل افزودنی مانند نشاسته، که حجم مواد غذایی را بدون تأثیر مزه آن افزایش می‌دهند.

## رنگ خوراکی
رنگ به مواد غذایی افزوده می‌شود تا جایگزین رنگهای از دست رفته در هنگام آماده‌سازی غذایی شود.

## عوامل تقویت کننده
ویتامین‌ها، مواد معدنی و مکمل‌های غذایی برای افزایش ارزش غذایی افزوده می‌شود

## عوامل نگهداری رنگ
عوامل نگهداری رنگ برای حفظ رنگ موجود در غذا استفاده می‌شود.

## امولسیفایرها
امولسیفایرها اجازه می‌دهد آب و روغن با هم در یک امولسیون مخلوط شوند، مانند سس مایونز، بستنی و شیر همگن.

## طعم دهنده‌ها
طعم دهنده‌ها افزودنی‌هایی هستند که غذای خاصی از طعم و بوی خاصی دارند و ممکن است از مواد طبیعی یا به صورت مصنوعی ایجاد شود.

## لعابدار یا پوشش دهنده‌ها
این مواد ظاهر براق یا پوشش محافظتی به غذا می‌دهند.

## مرطوب‌کننده‌ها
جلوگیری از خشک شدن مواد غذایی.

## نگهدارنده‌ها
جلوگیری یا مهار رشد قارچها، باکتری‌ها و سایر میکروارگانیسمها در غذا.

## تثبیت کننده‌ها یا استابلایزر
تثبیت کننده‌ها، و ژل کننده‌ها، مانند آگار یا پکتین (به عنوان مثال برای استفاده از مربا) بافت غذاها را قوام می‌دهد. در حالی که آن‌ها امولسیفایر واقعی نیستند، آن‌ها به تثبیت امولسیون‌ها کمک می‌کنند.

## شیرین کنندها
شیرین کنندها به مواد غذایی برای طعم اضافه می‌شوند. شیرینی‌ها به غیر از قند (ساکارز) اضافه می‌شوند تا انرژی غذایی (کالری) کمتری داشته باشد

## غلیظ کننده‌ها
موادی هستند که وقتی که به مخلوط اضافه می‌شوند، ویسکوزیته را بدون تغییر خواص دیگر آن افزایش می‌دهند.

## شناخت
سازمان غذا و دارویی اتحادیه اروپا برای شناخت راحت و سریع این گونه مواد، تولیدکنندگان را ملزم به درج علامت "E" کرده‌است که در مقابل آن عددی ۳ الی ۴ رقمی منحصربه فرد و مخصوص وجود دارد.
اگر در ابتدای کدی که با:
1. شروع می‌شود به معنای رنگ‌ها است.
2. نگهدارنده‌ها
3. آنتی‌اکسیدان‌ها (از فساد محصول جلوگیری می‌کنند)
4. تثبیت کننده‌ها (حفظ قوام آن)
5. امولسیفایرها (از ساختار و ترکیب بهتر مواد پشتیبانی می‌کنند)
6. تقویت کننده‌های طعم و عطر،

۹. ضد اشتعال که ضد کف است.
عوامل
شاخص‌هایی با یک عدد چهار رقمی وجود شیرین کننده‌ها را نشان می‌دهد - موادی که شکنندگی قند یا نمک را حفظ می‌کنند.